# La Flandre libérale (magazine)
Pour les articles homonymes, voir La Flandre libérale.
Ne doit pas être confondu avec La Flandre libérale (journal).
La Flandre libérale, revue politique, littéraire et scientifique est un magazine francophone libéral belge qui paraissait mensuellement en Flandre.

## Histoire
Le magazine a paru de juillet 1847 à 1849 et était édité à Gand, chez Hoste.
La Flandre libérale compte au total cinq numéros doubles non datés comportant chacun deux fascicules. Les fascicules 1-2 sont parus dans le courant de la deuxième moitié de 1847, vraisemblablement en juillet, les fascicules 3-4, 5-6 et 7-8 pendant l'année 1848 et les derniers, n° 9-10, furent publiés dans la première moitié de 1849. 
Un journal, La Flandre libérale, a été édité à partir de 1874 sous le même titre.

## Sources
- (nl) La Flandre libérale, revue politique, littéraire et scientifique, sur le site de la Katholieke Universiteit Leuven (KUL)
- Presse : La Flandre libérale, sur le site broqueville.be